# Malcolm Morley (Musiker)
Malcolm Morley (geboren vor 1970) ist ein britischer Rocksänger, -Gitarrist und -Keyboarder, der vor allem in den 1970er Jahren Bekanntheit erlangte.

## Leben
Morley gründete 1970 die Rockband Help Yourself, deren Frontman er wurde und mit der er insgesamt vier Alben aufnahm. Nachdem sich die Band 1973 getrennt hatte, schloss er sich 1975 kurzzeitig Man an, bei denen er nur auf dem Album Rhinos, Whinos and Lunatics mitspielte. Auch bei Bees Make Honey war Morley in den 1970er Jahren kurzzeitig Mitglied, außerdem betätigte er sich als Studiomusiker auf Alben von Wreckless Eric, Kirsty MacColl, Deke Leonard und Ian Gomm. Anfang der 1980er Jahre verabschiedete sich Morley dann aus der Musikszene.
2001 kam dann erstmals ein Solo-Album Morleys in Form von Aliens auf den Markt, das ausschließlich Eigenkompositionen enthielt. 2002 folgte Lost and Found, das Morley bereits 1976 mit Unterstützung von Ian Gomm und den Plummet Airlines aufgenommen hatte und zunächst verloren geglaubt war, dann 2001 jedoch wiedergefunden wurde. Daher auch der Name Lost and Found (deutsch Verloren und Gefunden). Das Album bietet einen Soft Rock mit Einflüssen Paul McCartneys.